# Petter Hegre
Petter Hegre (* 8. září 1969) je norský fotograf, odborník v oboru erotické fotografie a fotografie ženského aktu.

## Život a dílo
Studoval na prestižní americké umělecké fotografické škole Brooks Institute of Photography v kalifornské Santa Barbaře, počátkem 90. let působil v New Yorku jakožto asistent u amerického fotografa Richarda Avedona.
Jeho manželkou je ukrajinská modelka Luba Šumejko, provdaná Luba Hegre.

## Ocenění
- 2001 – Fotograf roku 2001 cena na osmém Annual Erotic Prizes.

## Vydané knihy
(anglicky)
- 2006 Marketa (česká modelka Markéta Bělonohá)
- 2006 100 Nude Models
- 2004 100 Naked Girls
- 2003 Wild Shaven Angel
- 2003 Luba
- 2002 Russian Lolita
- 2000 My Book
- 2000 My Wife, spoluautor Svanborg Þórisdóttir